# X Trianguli Australis
X Trianguli Australis (X TrA) é uma estrela de carbono na constelação de Triangulum Australe. Tem uma magnitude aparente de 5,63, sendo uma das poucas estrelas desse tipo visíveis a olho nu. Medições de paralaxe indicam que está localizada a aproximadamente 920 anos-luz (283 parsecs) da Terra, com uma margem de erro de 50 anos-luz (16 pc).
Por ser classificada como uma estrela de carbono (tipo espectral C5.5(Nb)), X Trianguli Australis tem grandes quantidades de carbono, cerca de 1,2 vezes a quantidade de oxigênio. Por comparação, no Sol o oxigênio é duas vezes mais abundante que carbono. X Trianguli Australis é uma estrela gigante, com uma luminosidade 6 000 vezes maior que a solar e raio de 400 raios solares, 30% maior que a órbita de Marte. Tem temperatura efetiva estimada entre 2 200 e 2 700 K, o que lhe dá coloração vermelha.
X Trianguli Australis é também uma estrela variável, variando entre magnitude 5,03 e 6,05. Pode ser uma variável irregular do tipo LB sem período reconhecível ou semirregular, com dois períodos de 385 e 455 dias.